# Awa Fall Diop
Awa Fall Diop (født 21. juni 1991) er en kvindelig håndboldspiller fra Senegal. Hun spiller for ATH Achenheim og Senegals kvindehåndboldlandshold, som venstre fløj.
Hun deltog ved verdensmesterskabet i håndbold 2019 i Japan.